# Down Argentine Way (Lied)
Down Argentine Way (auch Down Argentina Way) ist ein Song von Harry Warren (Musik) und Mack Gordon (Text), der 1940 veröffentlicht wurde.
Warren und Gordon schrieben Down Argentine Way für das Filmmusical Galopp ins Glück (1940, Regie Irving Cummings), mit Don Ameche und Betty Grable in den Hauptrollen. Im Film wird der Song sowohl im Duo von Betty Grable und Don Ameche als auch von den tanzenden Nicholas Brothers (Fayard und Harold Nicholas) vorgestellt. Das Lied erhielt 1941 eine Oscar-Nominierung in der Kategorie Bester Song. Die ersten Zeilen des Lieds lauten:
You’ll find your life will begin
The very moment you’re in Argentina
If you’re romantic senor
Then you will surely adore Argentina.
Mehrere Coverversionen von Down Argentine Way wurden in den 1940er-Jahren eingespielt, u. a. von Bob Crosby (Decca 3404), Gene Krupa (Okeh 5814) und 1943 in Belgien von Robert De Kers (Decca). Tom Lord listet nach 1941 fünf Versionen des Songs.